# Seyrighoplites pilosus
Seyrighoplites pilosus är en stekelart som beskrevs av Heinrich 1938. Seyrighoplites pilosus ingår i släktet Seyrighoplites och familjen brokparasitsteklar. Inga underarter finns listade i Catalogue of Life.